# Rhopalodon wangenheimi
Rhopalodon wangenheimi — вид терапсид, що існував у пермському періоді. Вид описаний Г. Фішером фон Вальдгеймом в 1841 році. Довжина черепа 15-16 см, зубна кістка відносно низька, заіклові зуби розташовані поодинці. Скам'янілості знайдені у Ключевському руднику в Башкирії (Росія). Голотип — частина нижньої щелепи, нині загубленої і відомий лише за малюнками. Судячи з усього, у тварини було 12 заіклових зубів, 9 з яких збереглися на голотипі. Коронки зубів булавоподібні. За віком, ймовірно, належить до уржумського ярусу біармійского відділу (верхньоказанский під'ярус). Таким чином, ропалодон був сучасником очерскої фауни. Другий вид — Rh. fischeri , описаний Ейхвальдом в 1848 році по єдиному іклу з Дурасовського рудника. Зразок також загублений. В описі вказувалося, що крім ікла в голотип входила також нижня щелепа, подібна до голотипу першого виду. Г. Фішер фон Вальдгейм включав в цей рід також вид Rh. murchisoni , відомий по відносно повному черепу. Пізніше було показано, що череп належить до примітивних горогонопсій, зараз ця тварина відомо як Phthinosuchus (або Dinosaurus).